# Force athlétique aux Jeux mondiaux de 2022
Navigation
Wrocław 2017 Chengdu 2025
Les épreuves de force athlétique des Jeux mondiaux de 2022 ont lieu du 8 au 10 juillet 2022 au sein de la salle de concert du Birmingham–Jefferson Convention Complex (en).

## Organisation
Quatre catégories sont présentes pour cette édition :
- Poids légers : -66 kg chez les hommes, -52 kg chez les femmes
- Poids moyens : -83 kg chez les hommes, -63 kg chez les femmes
- Poids lourds : -105 kg chez les hommes, -76 kg chez les femmes
- Poids super-lourds : +120 kg chez les hommes, +84 kg chez les femmes

Chacune des huit catégories de poids IWGA contiendra douze athlètes chacune, le nombre total ne devant pas dépasser quatre-vingt-seize athlètes (48 hommes et 48 femmes).
Les Championnats du monde de dynamophilie IPF Open 2021, qui se déroulent du 8 au 14 novembre 2021 à Stavanger/Norvège, servent de qualification pour ces Jeux mondiaux de 2022.
Les trois premiers haltérophiles de chaque catégorie de poids IPF se qualifient automatiquement ; en effet, la catégorie Poids légers hommes par exemple regroupe les catégories -59 kg et -66 kg. Il y a toutefois une limitation à deux haltérophiles par pays pour chaque catégorie.
Les six fédérations continentales reçoivent quant à elles deux quotas « Régionaux » (un pour les hommes et un pour les femmes) sélectionnés à partir des leurs performances aux championnats régionaux en 2021/22. Le pays hôte, les États-Unis, reçoit un maximum de quatre quotas.
Les places restantes par catégorie sont complétées en fonction du classement IPF de chaque athlète aux championnats du monde de dynamophilie IPF Open 2021.
En mars 2022, les athlètes russes et de biélorusses sont bannis par la fédération
| Événements                          | Hommes | Hommes | Hommes | Hommes | Femmes                                                                                          | Femmes | Femmes | Femmes |
| Événements                          | Poids légers | Poids moyens | Poids lourds | Poids super-lourds | Poids légers                                                                                    | Poids moyens | Poids lourds | Poids super-lourds                                                                                           |
| ----------------------------------- | --- | --- | --- | --- | ----------------------------------------------------------------------------------------------- | --- | --- | --- |
| Championnats du monde 2021          | Franklin León (2e -59 kg) Yi-Chun Lin TPE (3e -59 kg) Tsung-Ting Hsieh (2e -66 kg) Hassan El Belghiti (3e -66 kg) | Kjell Egil Bakkelund (1e -74 kg) Paul Douglas (1er -83 kg) Mykola Barannik (3e -83 kg)                                             | Volodymyr Rysiyev (2e -93 kg) Danylo Kovalov (1er -105 kg) Ian Bell (3e -105 kg)                                  | Oleksiy Bychkov (1er -120 kg) Tony Cliffe (2e -120 kg) Chi-Sen Tien (3e -120 kg) Andrii Shevchenko (2e +120 kg) Joseph Cappellino (3e +120 kg) | Yukako Fukushima (1er -47 kg) Zuzanna Kula (2e -47 kg) Tetiana Bila (prev. Shlopko) (3e -47 kg) | Érica Bueno (1er -57 kg) Yen-Tzu Huang (2e -57 kg) Kimberly Johnson (3e -57 kg) Carola Garra (1er -63 kg) Taylor LaChapelle (2e -63 kg) | Sonja Stefanie Krüger (2e -69 kg) Kelsey McCarthy (3e -69 kg) Agata Sitko (1er -76 kg) Marte Elverum (2e -76 kg) Francesca Parrello (3e -76 kg) | Rhaea Stinn (1er -84 kg) Tetyana Melnyk (2e -84 kg) Daria Rusanenko (3e -84 kg) Hildeborg Hugdal (2e +84 kg) |
| Quotas continentaux                 | | | Moises Villon (FESUPO -93 kg)                                                                                     | Manuel M. Campos (NAPF +120 kg) Júlían JK Jóhannsson (EPF +120 kg) Ahmed Hassanin (Af.PF +120 kg) Sen Yang (As.PF -120 kg)                     | María Luisa Vásquez (NAPF -47 kg) Irani Rodriguez (FESUPO -52 kg)                               | Larysa Soloviova (IPF -63 kg) | Ivana Horná (EPF -69 kg) Joyce Gail Reboton (As.PF -76 kg)                                                                                      | Christi Rees (Af.PF +84 kg)                                                                                  |
| Pays hôte                           | | | Noah Johnson (-93 kg)                                                                                             | Steve Mann (-120 kg) | Heather Connor (-47 kg)                                                                         | | | Bonica Brown (+84 kg)                                                                                        |
| Rang aux championnats du monde 2021 | Yusuke Satake Mariusz Grotowski Eudson Lima Eric Oishi Jacopo Santangelo Paweł Ośmiałowski                        | Alex Ochoa Vladyslav Chornyi Alexis Maher Matias Viiperi Go Suzuki Alexander Huber Marcelo del Lama Manuel Gonnermann Diego Milani | David Coimbra Nicki Lentz Oliver Dahlkvist Asgeir Hoel Gregory Johnson Tumenjargal Dashzegve Jeroen Van Heesvelde | Allan Grenier Sofiane Belkesir | Trine Bagger Emma Goodwin                                                                       | Ellie Steel Mélodie Anthouard Marie Hauschild Sabrina Mancini Lisa Schlagbauer Eva Buxbom                                               | Johanna Aguinaga Cathrin Silberzahn Cícera Tavares Kloie Doublin Ines Kahrer                                                                    | Anna Sørlie Heranger Ankie Timmers Ielja Strik Amalie Larsson Valérie von Gleichen                           |
| Rang mondial                        | Mahesh Utekar Sahil Fernando Soria                                                                                | | | |                                                                                                 | | | Sóley M. Jónsdóttir                                                                                          |

## Compétition

### Hommes
| Rang               | Athlète              | Poids de corps (kg) | Facteur de poids | Poids (kg) | Poids (kg) | Poids (kg) | Poids (kg) | Total (points) |
| Rang               | Athlète              | Poids de corps (kg) | Facteur de poids | Squat      | Banc       | Poids mort | Total      | Total (points) |
| ------------------ | -------------------- | ------------------- | ---------------- | ---------- | ---------- | ---------- | ---------- | -------------- |
| Médaille d'or      | Yusuke Satake        | 65,7                | 0,1344           | 310,0      | 210,0      | 265,0      | 785,0      | 105,49         |
| Médaille d'argent  | Hsieh Tsung-ting     | 64,7                | 0,1359           | 270,0      | 215,0      | 290,0      | 775,0      | 105,30         |
| Médaille de bronze | Hassan El Belghiti   | 65,2                | 0,1351           | 285,0      | 165,0      | 315,0      | 765,0      | 103,36         |
| 4                  | Franklin Leon Rojas  | 60,2                | 0,1434           | 290,0      | 180,0      | 250,0      | 720,0      | 103,28         |
| 5                  | Eudson Lima          | 64,7                | 0,1359           | 272,5      | 172,5      | 275,0      | 720,0      | 97,83          |
| 6                  | Eric Oishi           | 65,6                | 0,1346           | 275,0      | 177,5      | 255,0      | 707,5      | 95,23          |
| 7                  | Fernando Soria Ojeda | 65,7                | 0,1344           | 270,0      | 160,0      | 240,0      | 670,0      | 90,04          |
| 8                  | Pawel Osmialowski    | 60,1                | 0,1435           | 235,0      | 150,5      | 217,5      | 602,5      | 86,48          |
| 9                  | Jacopo Santangelo    | 58,9                | 0,1458           | 225,0      | 125,0      | 230,0      | 580,0      | 84,55          |
| 10                 | Mariusz Grotkowski   | 66,0                | 0,1340           | DSQ        | 215,0      | 260,0      | -          | -              |
| 11                 | Lin Yi-chun          | 61,0                | 0,1419           | 280,0      | DSQ        | -          | -          | -              |

| Rang               | Athlète              | Poids de corps (kg) | Facteur de poids | Poids (kg) | Poids (kg) | Poids (kg) | Poids (kg) | Total (points) |
| Rang               | Athlète              | Poids de corps (kg) | Facteur de poids | Squat      | Banc       | Poids mort | Total      | Total (points) |
| ------------------ | -------------------- | ------------------- | ---------------- | ---------- | ---------- | ---------- | ---------- | -------------- |
| Médaille d'or      | Kjell Egil Bakkelund | 73,2                | 0,1248           | 327,5      | 232,5      | 300,0      | 860,0      | 107,33         |
| Médaille d'argent  | Mykola Barannik      | 82,5                | 0,1159           | 360,0      | 260,0      | 302,5      | 922,5      | 106,90         |
| Médaille de bronze | Paul Douglas         | 82,5                | 0,1159           | 365,0      | 230,0      | 325,0      | 920,0      | 106,62         |
| 4                  | Alex Ochoa Caicedo   | 77,0                | 0,1209           | 330,0      | 230,0      | 290,0      | 850,0      | 102,75         |
| 5                  | Alexis Maher         | 77,4                | 0,1204           | 310,0      | 172,5      | 355,0      | 837,5      | 100,83         |
| 6                  | Go Suzuki            | 73,7                | 0,1243           | 287,5      | 215,0      | 300,0      | 802,5      | 99,71          |
| 7                  | Vladyslav Chornyi    | 79,5                | 0,1185           | 330,0      | 220,0      | 290,0      | 840,0      | 99,52          |
| 8                  | Matias Viiperi       | 82,0                | 0,1163           | 305,0      | 242,5      | 295,0      | 842,5      | 97,95          |
| 9                  | Alexander Huber      | 82,8                | 0,1156           | 310,0      | 227,5      | 290,0      | 827,5      | 95,66          |
| 10                 | Marcelo del Lama     | 82,8                | 0,1156           | 307,5      | 240,0      | 260,0      | 807,5      | 93,35          |
| 11                 | Manuel Gonnermann    | 82,6                | 0,1158           | 325,0      | 187,5      | 275,0      | 787,5      | 91,16          |
| 12                 | Diego Milani         | 73,4                | 0,1245           | 255,0      | 182,5      | 290,0      | 727,5      | 90,60          |

| Rang               | Athlète               | Poids de corps (kg) | Facteur de poids | Poids (kg) | Poids (kg) | Poids (kg) | Poids (kg) | Total (points) |
| Rang               | Athlète               | Poids de corps (kg) | Facteur de poids | Squat      | Banc       | Poids mort | Total      | Total (points) |
| ------------------ | --------------------- | ------------------- | ---------------- | ---------- | ---------- | ---------- | ---------- | -------------- |
| Médaille d'or      | Volodymyr Rysyiev     | 92,8                | 0,1086           | 387,5      | 270,0      | 345,0      | 1 002,5    | 108,87         |
| Médaille d'argent  | Ian Bell              | 103,8               | 0,1028           | 400,0      | 252,2      | 370,0      | 1 022,5    | 105,09         |
| Médaille de bronze | Danylo Kovalov        | 104,2               | 0,1025           | 402,5      | 295,0      | 315,0      | 1 012,5    | 103,83         |
| 4                  | Oliver Dahlkvist      | 104,5               | 0,1024           | 400,0      | 300,0      | 300,0      | 1 000,0    | 102,44         |
| 5                  | Asgeir Hoel           | 104,5               | 0,1024           | 400,0      | 255,0      | 325,0      | 980,0      | 100,39         |
| 6                  | Noah Johnson          | 92,0                | 0,1090           | 382,5      | 210,0      | 327,5      | 920,0      | 100,31         |
| 7                  | Moises Villon Moran   | 94,4                | 0,1076           | 370,0      | 282,5      | 275,0      | 927,5      | 99,78          |
| 8                  | David Coimbra         | 91,8                | 0,1092           | 355,0      | 242,5      | 290,0      | 887,5      | 96,93          |
| 9                  | Jeroen Vanheesvelde   | 104,8               | 0,1023           | 365,0      | 267,5      | 310,0      | 942,5      | 96,40          |
| 10                 | Tumenjargal Dashzegve | 103,8               | 0,1027           | 340,0      | 310,0      | 270,0      | 920,0      | 94,51          |
| 11                 | Gregory Johnson       | 91,8                | 0,1092           | 330,0      | 175,0      | 350,0      | 855,0      | 93,38          |
| 12                 | Nicki Lentz           | 94,6                | 0,1075           | 410,0      | DSQ        | 312,5      | -          | -              |

| Rang               | Athlète           | Poids de corps (kg) | Facteur de poids | Poids (kg) | Poids (kg) | Poids (kg) | Poids (kg) | Total (points) |
| Rang               | Athlète           | Poids de corps (kg) | Facteur de poids | Squat      | Banc       | Poids mort | Total      | Total (points) |
| ------------------ | ----------------- | ------------------- | ---------------- | ---------- | ---------- | ---------- | ---------- | -------------- |
| Médaille d'or      | Oleksii Bychkov   | 119,6               | 0,0968           | 400,0      | 340,0      | 375,0      | 1 115,0    | 107,92         |
| Médaille d'argent  | Yang Sen          | 114,8               | 0,0983           | 440,0      | 322,5      | 332,5      | 1 095,0    | 107,68         |
| Médaille de bronze | Tony Cliffe       | 126,8               | 0,0947           | 420,0      | 322,5      | 370,0      | 1 112,5    | 105,33         |
| 4                  | Tien Chi-sen      | 119,0               | 0,0970           | 417,5      | 310,0      | 355,0      | 1 082,5    | 104,97         |
| 5                  | Sofiane Belkesir  | 116,0               | 0,0979           | 415,0      | 282,5      | 357,5      | 1 055,0    | 103,33         |
| 6                  | Andrii Shevchenko | 139,4               | 0,0918           | 430,0      | 332,5      | 337,5      | 1 100,0    | 100,94         |
| 7                  | Steve Mann        | 119,8               | 0,0967           | 387,5      | 300,0      | 305,0      | 992,5      | 96,00          |
| 8                  | Manuel Campos     | 143,2               | 0,0910           | 395,0      | 295,0      | 360,0      | 1 050,0    | 95,58          |
| 9                  | Julian Johannson  | 162,4               | 0,0880           | 395,0      | 312,5      | 375,0      | 1 082,5    | 95,31          |
| 10                 | Ahmed Hassanin    | 190,2               | 0,0853           | 482,5      | 332,5      | 300,0      | 1 115,0    | 95,08          |
| 11                 | Joseph Cappellino | 169,1               | 0,0872           | 460,0      | DSQ        | 355,0      | -          | -              |
| 12                 | Allan Grenier     | 106,0               | 0,1018           | 385,0      | DSQ        | 302,5      | -          | -              |

### Femmes
| Rang               | Athlète               | Poids de corps (kg) | Facteur de poids | Poids (kg) | Poids (kg) | Poids (kg) | Poids (kg) | Total (points) |
| Rang               | Athlète               | Poids de corps (kg) | Facteur de poids | Squat      | Banc       | Poids mort | Total      | Total (points) |
| ------------------ | --------------------- | ------------------- | ---------------- | ---------- | ---------- | ---------- | ---------- | -------------- |
| Médaille d'or      | Yuakako Fukushima     | 46,4                | 0,2215           | 172,5      | 127,5      | 170,0      | 470,0      | 104,08         |
| Médaille d'argent  | Zuzanna Kula          | 50,8                | 0,2071           | 200,0      | 130,0      | 167,5      | 497,5      | 103,05         |
| Médaille de bronze | Anastasiia Derevianko | 50,2                | 0,2088           | 187,5      | 115,0      | 180,0      | 482,5      | 100,72         |
| 4                  | Karen Hesthammer      | 51,5                | 0,2050           | 190,0      | 102,5      | 175,0      | 467,5      | 95,85          |
| 5                  | Stéphanie Legard      | 46,4                | 0,2215           | 160,0      | 95,0       | 165,0      | 420,0      | 93,01          |
| 6                  | Trine Bagger          | 51,6                | 0,2049           | 167,5      | 102,5      | 180,0      | 450,0      | 92,20          |
| -                  | Paulina Szymanel      | 51,0                | 0,2064           | 187,5      | DSQ        | 180,0      | -          | -              |
| -                  | Irani Rodrigues       | 51,5                | 0,2050           | 185,0      | DSQ        | 162,5      | -          | -              |
| -                  | Emma Goodwin          | 51,4                | 0,2054           | 177,5      | 80,0       | DSQ        | -          | -              |
| -                  | Tetiana Bila          | 47,7                | 0,2167           | 187,5      | DSQ        | -          | -          | -              |
| -                  | Maria Vasquez         | 45,2                | 0,2256           | 172,5      | DSQ        | -          | -          | -              |

| Rang               | Athlète           | Poids de corps (kg) | Facteur de poids | Poids (kg) | Poids (kg) | Poids (kg) | Poids (kg) | Total (points) |
| Rang               | Athlète           | Poids de corps (kg) | Facteur de poids | Squat      | Banc       | Poids mort | Total      | Total (points) |
| ------------------ | ----------------- | ------------------- | ---------------- | ---------- | ---------- | ---------- | ---------- | -------------- |
| Médaille d'or      | Carola Garra      | 62,7                | 0,1810           | 260,0      | 175,0      | 222,5      | 657,5      | 119,02         |
| Médaille d'argent  | Taylor Lachapelle | 61,7                | 0,1827           | 242,5      | 147,5      | 227,5      | 617,5      | 112,82         |
| Médaille de bronze | Larysa Soloviova  | 63,0                | 0,1806           | 215,0      | 160,0      | 217,5      | 592,5      | 107,02         |
| 4                  | Kimberly Johnson  | 56,7                | 0,1923           | 215,0      | 140,0      | 195,0      | 550,0      | 107,02         |
| 5                  | Huang Yen-tzu     | 58,2                | 0,1893           | 197,5      | 155,0      | 187,5      | 540,0      | 105,78         |
| 6                  | Erica Bueno       | 59,5                | 0,1867           | 195,0      | 160,0      | 187,5      | 542,5      | 102,22         |
| 7                  | Ellie Steel       | 57,8                | 0,1899           | 200,0      | 145,0      | 172,5      | 517,5      | 101,27         |
| 8                  | Sabrina Mancini   | 56,5                | 0,1928           | 200,0      | 110,0      | 190,0      | 500,0      | 96,38          |
| 9                  | Mélodie Anthouard | 59,0                | 0,1875           | 197,5      | 147,5      | 155,0      | 500,0      | 93,77          |
| 10                 | Lisa Schlagbauer  | 62,5                | 0,1814           | 190,0      | 105,0      | 195,0      | 490,0      | 88,86          |
| 11                 | Marie Hauschild   | 62,6                | 0,1811           | 192,5      | 110,0      | 170,0      | 472,5      | 85,57          |
| 12                 | Eva Buxbom        | 56,0                | 0,1937           | 175,0      | 87,5       | 177,5      | 440,0      | 85,24          |

| Rang               | Athlète               | Poids de corps (kg) | Facteur de poids | Poids (kg) | Poids (kg) | Poids (kg) | Poids (kg) | Total (points) |
| Rang               | Athlète               | Poids de corps (kg) | Facteur de poids | Squat      | Banc       | Poids mort | Total      | Total (points) |
| ------------------ | --------------------- | ------------------- | ---------------- | ---------- | ---------- | ---------- | ---------- | -------------- |
| Médaille d'or      | Agata Sitko           | 76,0                | 0,1641           | 270,0      | 195,0      | 261,0      | 726,0      | 119,12         |
| Médaille d'argent  | Kelsey McCarthy       | 66,6                | 0,1751           | 242,5      | 170,0      | 212,5      | 625,0      | 109,44         |
| Médaille de bronze | Francesca Parrello    | 75,4                | 0,1647           | 257,5      | 140,0      | 247,5      | 645,0      | 106,25         |
| 4                  | Cicera Tavares        | 67,7                | 0,1736           | 240,0      | 125,0      | 242,5      | 607,5      | 105,46         |
| 5                  | Marte Elverum         | 75,4                | 0,1653           | 250,0      | 137,5      | 245,0      | 632,5      | 104,57         |
| 6                  | Cathrin Silberzahn    | 68,3                | 0,1728           | 242,5      | 145,0      | 200,0      | 587,5      | 101,52         |
| 7                  | Ivana Horna           | 69,0                | 0,1719           | 215,0      | 140,0      | 235,0      | 590,0      | 101,42         |
| 8                  | Johann Aguinaga Ramos | 63,6                | 0,1795           | 210,0      | 162,5      | 187,5      | 560,0      | 100,52         |
| 9                  | Joyce Reboton         | 75,5                | 0,1646           | 242,5      | 147,5      | 212,5      | 602,5      | 99,16          |
| 10                 | Ines Kahrer           | 68,2                | 0,1729           | 227,5      | 130,0      | 180,       | 537,5      | 92,92          |
| 11                 | Sonja Kruger          | 71,8                | 0,1685           | 280,0      | 95,0       | 170,0      | 545,0      | 91,84          |
| -                  | Kloie Doublin         | 75,7                | 0,1644           | 252,5      | DSQ        | 237,5      | -          | -              |

| Rang               | Athlète              | Poids de corps (kg) | Facteur de poids | Poids (kg) | Poids (kg) | Poids (kg) | Poids (kg) | Total (points) |
| Rang               | Athlète              | Poids de corps (kg) | Facteur de poids | Squat      | Banc       | Poids mort | Total      | Total (points) |
| ------------------ | -------------------- | ------------------- | ---------------- | ---------- | ---------- | ---------- | ---------- | -------------- |
| Médaille d'or      | Rhaea Stinn          | 83,2                | 0,1578           | 255,0      | 227,0      | 215,0      | 697,0      | 110,01         |
| Médaille d'argent  | Bonica Brown         | 135,6               | 0,1382           | 322,5      | 215,0      | 247,5      | 785,0      | 108,48         |
| Médaille de bronze | Tetiana Melnyk       | 77,6                | 0,1625           | 255,0      | 185,0      | 210,0      | 650,0      | 105,63         |
| 4                  | Ankie Timmers        | 82,8                | 0,1582           | 237,5      | 185,0      | 220,0      | 642,5      | 101,65         |
| 5                  | Anna Heranger        | 83,5                | 0,1576           | 260,0      | 157,5      | 210,0      | 627,5      | 98,92          |
| 6                  | Daria Rusanenko      | 76,0                | 0,1640           | 265,0      | 140,0      | 195,0      | 600,0      | 98,42          |
| 7                  | Hildeborg Hugdal     | 120,0               | 0,1413           | 257,5      | 228,5      | 195,0      | 681,0      | 96,26          |
| 8                  | Valerie von Gleichen | 85,0                | 0,1566           | 262,5      | 132,5      | 212,5      | 607,5      | 95,12          |
| 9                  | Amalie Larsson       | 91,3                | 0,1525           | 252,5      | 125,0      | 222,5      | 600,0      | 91,48          |
| -                  | Ielja Strik          | 87,0                | 0,1552           | 230,0      | DSQ        | 200,0      | -          | -              |
| -                  | Christi Rees         | 104,4               | 0,1462           | 207,5      | DSQ        | 170,0      | -          | -              |

## Médaillés
| Épreuves          | Or                   | Argent            | Bronze                |
| ----------------- | -------------------- | ----------------- | --------------------- |
| Hommes            |                      |                   |                       |
| Poids-légers      | Yusuke Satake        | Hsieh Tsung-ting  | Hassan El Belghiti    |
| Poids-moyens      | Kjell Egil Bakkelund | Mykola Barannik   | Paul Douglas          |
| Poids-lourds      | Volodymyr Rysiev     | Ian Bell          | Danylo Kovalov        |
| Poids super-lourd | Oleksiy Bychkov      | Yang Sen          | Tony Cliffe           |
| Femmes            |                      |                   |                       |
| Poids-légers      | Yukako Fukushima     | Zuzanna Kula      | Anastasiia Derevianko |
| Poids-moyens      | Carola Garra         | Taylor LaChapelle | Larysa Soloviova      |
| Poids-lourds      | Agata Sitko          | Kelsey McCarthy   | Francesca Parrello    |
| Poids super-lourd | Rhaea Stinn          | Bonica Brown      | Tetyana Melnyk        |

## Tableau des médailles
- Pays organisateur

| Rang  | Nation                      | Or | Argent | Bronze | Total |
| ----- | --------------------------- | -- | ------ | ------ | ----- |
| 1     | Ukraine                     | 2  | 1      | 4      | 7     |
| 2     | Japon                       | 2  | 0      | 0      | 2     |
| 3     | Pologne                     | 1  | 1      | 0      | 2     |
| 4     | Italie                      | 1  | 0      | 1      | 2     |
| 5     | Canada                      | 1  | 0      | 0      | 1     |
| 5     | Norvège                     | 1  | 0      | 0      | 1     |
| 7     | Îles Vierges des États-Unis | 0  | 3      | 1      | 4     |
| 8     | Taipei chinois              | 0  | 2      | 0      | 2     |
| 9     | États-Unis                  | 0  | 1      | 0      | 1     |
| 10    | France                      | 0  | 0      | 1      | 1     |
| 10    | Grande-Bretagne             | 0  | 0      | 1      | 1     |
| Total | Total                       | 8  | 8      | 8      | 24    |